# Parly 2
Pour les articles homonymes, voir Parly (homonymie).
Parly 2 est un ensemble d'urbanisme comprenant un centre commercial régional français dénommé Westfield Parly 2 ainsi qu'un ensemble immobilier résidentiel haut de gamme, situé au Chesnay-Rocquencourt (Yvelines), constituant une unique copropriété, la plus grande de France et d’Europe.
Le centre commercial est ouvert le 4 novembre 1969 avec 150 boutiques sur 56 000 m2 ; il est le deuxième centre commercial de cette importance en France, à peine deux semaines après l'ouverture de Cap 3000 proche de Nice, à Saint-Laurent-du-Var. Conçu pour l'automobile, il est implanté à proximité d'une sortie de l'A13 et doté de vastes parcs de stationnement sur deux et trois niveaux.

## Le centre commercial
Inspiré du Southdale Center construit dans le Minnesota, le centre commercial comprend une galerie couverte à trois niveaux, dans laquelle sont implantées des succursales de grands magasins parisiens (Le Printemps, BHV), de nombreux commerces et des salles de cinéma (reconstruites en 2019). Le centre propose une offre commerciale complète et variée, pour répondre aux besoins de la clientèle de l'ouest parisien. 
En 1967 a été construite la copropriété du Chesnay-Trianon, également appelée Parly 2. Plus vaste copropriété d'Europe, celle-ci regroupe 7 500 habitations pour près de 20 000 habitants (les Parlysiens) et s'étend sur la nouvelle commune du Chesnay-Rocquencourt. Le promoteur immobilier en était Robert Zellinger de Balkany et l'architecte Claude Balick.
Dans La Société de consommation (1970), le sociologue et philosophe Jean Baudrillard part du centre commercial pour définir le « foyer de Ia consommation comme organisation totale de la quotidienneté ».
Le 18 septembre 2019, le centre commercial Parly 2 devient Westfield Parly 2.

### Aménagements et rénovations

#### 1987: première extension

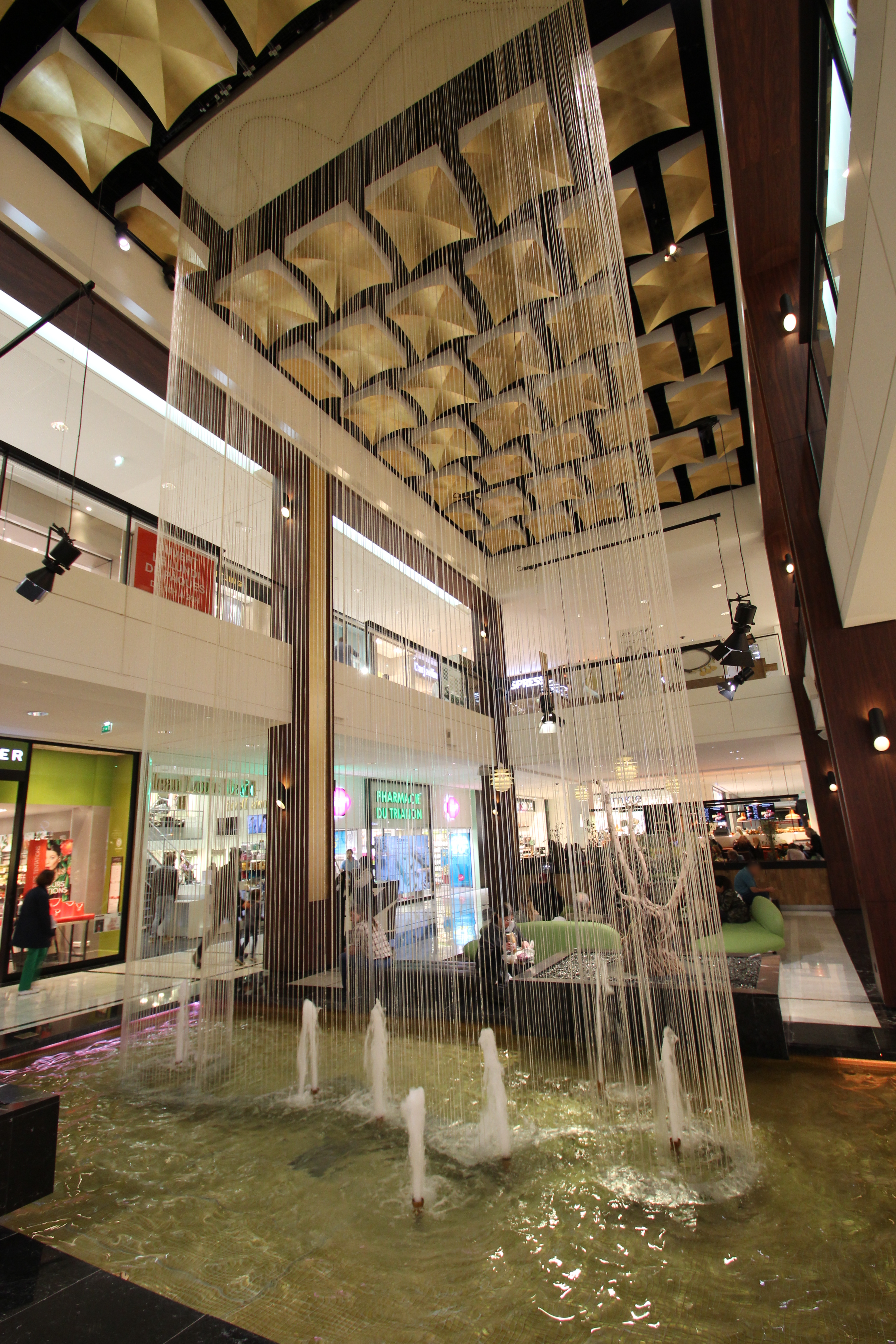
Fontaines à fils à Westfield Parly 2. Création de Claude Balick.

Le centre s'agrandit pour la première fois cette année-là et s'étend sur 107 000 m2. De nouvelles enseignes s'y installent comme Habitat et Truffaut.

#### 2010-2017: rénovation et extension
En 2011, le centre est rénové par l'architecte designer Olivier Saguez pour un coût de quarante millions d'euros. Dans un esprit rappelant les années 1960, des matériaux nobles sont utilisés, notamment du marbre de Carrare, du bois de palissandre ou d'acajou. Cette rénovation vaut au designer et Unibail-Rodamco le Grand Prix Stratégies du design 2012.
Entre 2011 et 2016, les parkings sont restructurés.
Fin 2017 est inauguré un nouveau passage, baptisé Pont-Neuf, pour faciliter la circulation des visiteurs dans le centre. Celui-ci s'accompagne de seize nouvelles boutiques sur 3 500 m2. Ce nouveau mail accueille notamment La Grande Récré sur 1 800 m2 et Maisons du Monde sur 1 000 m2. En même temps, le magasin Monoprix s'agrandit sur 4 090 m2 et BHV s'est rénové, occupant 9 000 m2 sur trois niveaux.
Le coût de l'ensemble de ces opérations est de 200 millions d’euros et la nouvelle surface est de 117 000 m2.

### Fréquentation
En 2012, le centre reçoit 13,3 millions de visiteurs, 13 millions de visiteurs en 2014, 11,4 millions en 2017 , 11,5 millions en 2018 et 11,4 millions en 2023.

### Logo
Le logotype de Parly 2 a changé en 2011. Il est désormais orange.

### Transports en commun
Le centre commercial est desservi par deux arrêts d'autobus (Parly 2 - Dutartre, Parly 2) :
- les lignes 6201, 6202, 6205, 6207, 6208, 6209, 6217, 6251 et 6276 du réseau de bus Grand Versailles ;
- la ligne 5371 du réseau de bus Centre et Sud Yvelines ;
- par la ligne D du réseau de bus Argenteuil - Boucles de Seine ;
- la ligne Express 1 du réseau de bus Saint-Germain Boucles de Seine.

## Urbanisme
L’ensemble d'urbanisme construit autour du centre commercial, forme avec lui une véritable ville nouvelle appelée Parly 2.

## Origine du nom
Le nom de « Parly 2 » n'a rien à voir avec Parly, commune située dans le département de l'Yonne et la région Bourgogne-Franche-Comté. Le nom initial de cette opération immobilière (1967) était en effet « Paris 2 » mais a dû être modifié devant l'opposition des élus parisiens. L’appellation Parly est ici la combinaison du nom de Paris et de celui de la forêt de Marly, toute proche. C'est sa petite sœur Elysée 2, succédant à Elysée 1 (La Celle-Saint-Cloud), qui lança la première, la mode d'ajouter le chiffre 2, à un nom de lieu existant pour baptiser de nouveaux centres commerciaux ou projets immobiliers importants, tels Vélizy 2, Grigny 2, Italie 2, etc.
L'album de bande dessinée Astérix titré Le Domaine des dieux, paru peu après en 1971, fait directement une satire de la polémique « Paris 2 », Jules César y refusant qu’un nouvel ensemble immobilier soit baptisé « Rome II » : « il n'y a qu'un seul Paris ! » étant une phrase reprise de Charles de Gaulle par César dans l'album.
Cette copropriété a été dotée d’un gentilé : ses résidents sont les Parlysiens.

## Ensemble résidentiel Parly 2
La copropriété de Parly 2 comprend 36 résidences, soit 278 bâtiments représentant environ sept mille logements. Cet ensemble immobilier comporte en outre :
- huit piscines,
- sept courts de tennis,
- des parkings souterrains,
- une église,
- un centre cultuel (centre Martin-Luther-King),
- trois aires de jeux,
- 29 kiosques dans les jardins.

Les immeubles sont entourés de jardins paysagers, avec des chemins appelés « square ».
Les résidences sont réparties en trois types, en fonction de leur « standing » :
- Type 1 « plaisir de vivre » : 13 résidences soit 113 immeubles (avec cinq façades différentes en pierre de taille et menuiseries en bois).
- Type 2 « l’art intime de vivre » : 18 résidences soit 151 immeubles (avec cinq façades différentes en pierre de taille et menuiseries en bois).
- Type 3 « luxe intégral » : 5 résidences soit 14 immeubles (avec un seul type de façade en marbre et pierre de taille avec menuiseries en aluminium).

Les résidences sont réparties dans 5 arrondissements.
- 1er arrondissement : sept résidences, soit 57 immeubles.
- 2e arrondissement : neuf résidences, soit 52 immeubles.
- 3e arrondissement : dix résidences, soit 90 immeubles.
- 4e arrondissement : huit résidences, soit 60 immeubles.
- 5e arrondissement : deux résidences, soit 19 immeubles.

Elles furent construites entre 1968 et 1978.
Les résidences Parly 2 ont prêté leur décor à de nombreux films dont La Race des seigneurs (1974), avec Alain Delon, Quand j'étais chanteur (2006) avec Gérard Depardieu, ou Harry, un ami qui vous veut du bien (2000) de Dominik Moll. L’acteur Sim a longtemps occupé un étage entier de la résidence Palais-Royal.